# Loi sur le processus de détermination de l'avenir politique et constitutionnel du Québec
Lire en ligne

texte initial et texte de la modification

La Loi sur le processus de détermination de l'avenir politique et constitutionnel du Québec (parfois appelée « Loi 150 ») est une loi québécoise adoptée en 1991 à la suite de l'échec de l'Accord du lac Meech. Elle prévoyait la tenue d'un référendum sur la souveraineté du Québec en 1992. Elle a toutefois été modifié en septembre 1992 afin de tenir plutôt un référendum sur la modification constitutionnelle prévue dans l'Accord de Charlottetown.

## Mise en contexte

### Rapatriement de la Constitution et Accord du lac Meech
En 1982, le gouvernement fédéral et toutes les provinces, à l'exception du Québec, procèdent au rapatriement de la Constitution du Canada. Il s'agissait d'importantes modifications constitutionnelles auxquelles le Québec s'opposait. Élu en 1984, le premier ministre du Canada Brian Mulroney décide de discuter avec le Québec pour obtenir son accord à la nouvelle Constitution. Ces discussions mènent à l'Accord du lac Meech qui n'entrera finalement jamais en vigueur en raison de l'opposition des provinces du Manitoba et de Terre-Neuve.

### Commission Bélanger-Campeau
Devant la grogne populaire face au reste du Canada, le gouvernement du Québec décide de mettre sur pied une commission pour discuter de l'avenir politique du Québec. Après plusieurs mois de travail, la Commission sur l'avenir politique et constitutionnel du Québec (aussi appelée Commission Bélanger-Campeau du nom de ses présidents) suggère au gouvernement de tenir un référendum sur la souveraineté-association du Québec.

## Adoption
Le projet de loi est présenté à l'Assemblée nationale le 15 mai 1991. Il est adopté le 20 juin 1991 par 65 voix contre 25. Les députés du Parti québécois s'opposent car ils ne croient pas que le premier ministre Robert Bourassa va respecter la promesse de tenir un référendum sur la souveraineté (comme de fait, la Loi 150 sera changée par après).
Certains prétendent que la Loi 150 n'avait pour but que de permettre au gouvernement Bourassa de gagner du temps et de calmer la ferveur populaire envers la souveraineté.

## Contenu

### Contenu initial
La Loi 150 prévoyait deux mesures importantes. D'abord, elle obligeait le gouvernement à tenir un référendum sur la souveraineté du Québec en juin ou octobre 1992. Cet article a été modifié en septembre 1992.
Ensuite, la Loi 150 créait deux commissions. Une commission allait être responsable d'étudier les questions afférents à la souveraineté et l'autre, d'éventuelles propositions de réformes constitutionnelles canadiennes.

### Contenu modifié
En 1992, le gouvernement fait adopter à l'Assemblée nationale, la Loi modifiant la Loi sur le processus de détermination de l'avenir politique et constitutionnel du Québec. La loi relève l'obligation de tenir un référendum sur la souveraineté du Québec et le remplace plutôt par un référendum sur « un nouveau partenariat de nature constitutionnelle » avec le Canada.

## Impact
La modification faite le 8 septembre 1992 permet au Québec de tenir un référendum sur l'Accord de Charlottetown, plutôt que sur la souveraineté du Québec. Le référendum a lieu le 26 octobre 1992 et les Québécois rejettent l'accord à 57 %.
Les commissions mises en place par la loi produiront tout de même un grand nombre d'études sur le fédéralisme et la souveraineté du Québec.